# Топлишки окръг
Топлишкият окръг (на сръбски: Топлички округ или Toplički okrug) се намира в южния дял на Република Сърбия.
Той има население от 102 075 жители, като мнозинството от тях са сърби. Името му произлиза от река Топлица, която преминава през територията на областта. Главен център на окръга е град Прокупле. Икономиката на Топлишкия окръг е добре развита.

## Административно деление
Топлишкият окръг административно се дели на четири общини:
- Община Блаце
- Община Куршумлия
- Община Житораджа
- Община Прокупле

## История и култура
Хисар е планината зад град Прокупле, която представлява символ на града. Там е разпопожена средновековна крепост, с добре запазена кула, наречена „Кулата на Юг Богдан“, който е герой в битката за Косово през 1389 г.
Топлишкият окръг е разнообразен на вероизповедания. За това свидетелстват православната църква св. Прокопий, основана през X век, и католическата църква, построена през XVI век.

## Икономика
Топлишкият окръг е средно развит в промишлено отношение. В него са разположени фабриката за алкохол „Прокупац“ и металообработващият завод „ФОМ“. Хранително-вкусовата индустрия е представена в лицето на фабрика „Хисар“.

## Население

### Етнически състав
| Народност | 2002    | 2002    |
| --------- | ------- | ------- |
| Сърби     | 96 889  | 94,92 % |
| Цигани    | 3338    | 3,27 %  |
| Общо      | 102 075 | 100 %   |